# Fuentemolinos
Fuentemolinos település Spanyolországban, Burgos tartományban. Fuentemolinos Fuentecén, Haza és Adrada de Haza községekkel határos. Lakosainak száma 91 fő (2024).

## Népesség
A település népessége az utóbbi években az alábbiak szerint változott:
| Lakosok száma | 124  | 115  | 106  | 104  | 110  | 101  | 105  | 100  | 99   | 91   |
|               | 2001 | 2004 | 2006 | 2009 | 2011 | 2014 | 2016 | 2019 | 2021 | 2024 |